# Leyrat
Leyrat este o comună în departamentul Creuse din centrul Franței. În 2009 avea o populație de 155 de locuitori.

## Evoluția populației
| An        | 1975 | 1982 | 1990 | 1999 | 2006 | 2009 |
| --------- | ---- | ---- | ---- | ---- | ---- | ---- |
| Populație | 243  | 215  | 193  | 175  | 161  | 155  |